# Elisabeth Koller-Glück
Elisabeth Koller-Glück (geboren am 16. Dezember 1923 in Wien; gestorben am 15. Februar 2019) war eine österreichische Grafikerin, Journalistin und Kunsthistorikerin.

## Leben
Koller-Glück war die Tochter des Kunsthistorikers Heinrich Glück und seiner Frau Bibi Glück. Sie absolvierte an der Graphischen Lehr- und Versuchsanstalt und an der Reichshochschule für angewandte Kunst Wien eine Ausbildung zur Grafikerin und schloss diese 1944 mit dem Hochschuldiplom ab. Von 1947 bis 1952 studierte sie an der Universität Wien Zeitungswissenschaft, Kunstgeschichte und Geschichte und schloss ihr Studium 1951 mit dem Grad Dr. phil. ab.
Koller-Glück war Redakteurin bei der Wiener Bilderwoche und der Weltpresse, arbeitete in der Kulturredaktion der Arbeiter-Zeitung und gehörte dem Redaktionskomitee der Kulturzeitschrift Morgen an. In deren Niederösterreichischen Kulturberichten publizierte sie eine Reihe von Texten etwa über eine Ausstellung zu dem Jugendstil-Künstler Leopold Forstner in Stockerau, den Landespatron Niederösterreichs St. Florian und den Renaissancekünstler Jakob Seisenegger. Für die Zeitschrift Wien aktuell schrieb sie die Serie Wiener Sagen historisch untersucht.
Neben ihrer journalistischen Tätigkeit verfasste Elisabeth Koller-Glück Bücher zu kunst- bzw. kulturhistorischen Themen, wobei sie sich mit der Architekturgeschichte des Historismus und des Jugendstils befasste, wie sie sich etwa im Baudekor und künstlerisch gestalteten Glasfenstern an Wiener Bauwerken darstellt. Speziell hat sie sich auch mit Otto Wagners Kirche am Steinhof beschäftigt.

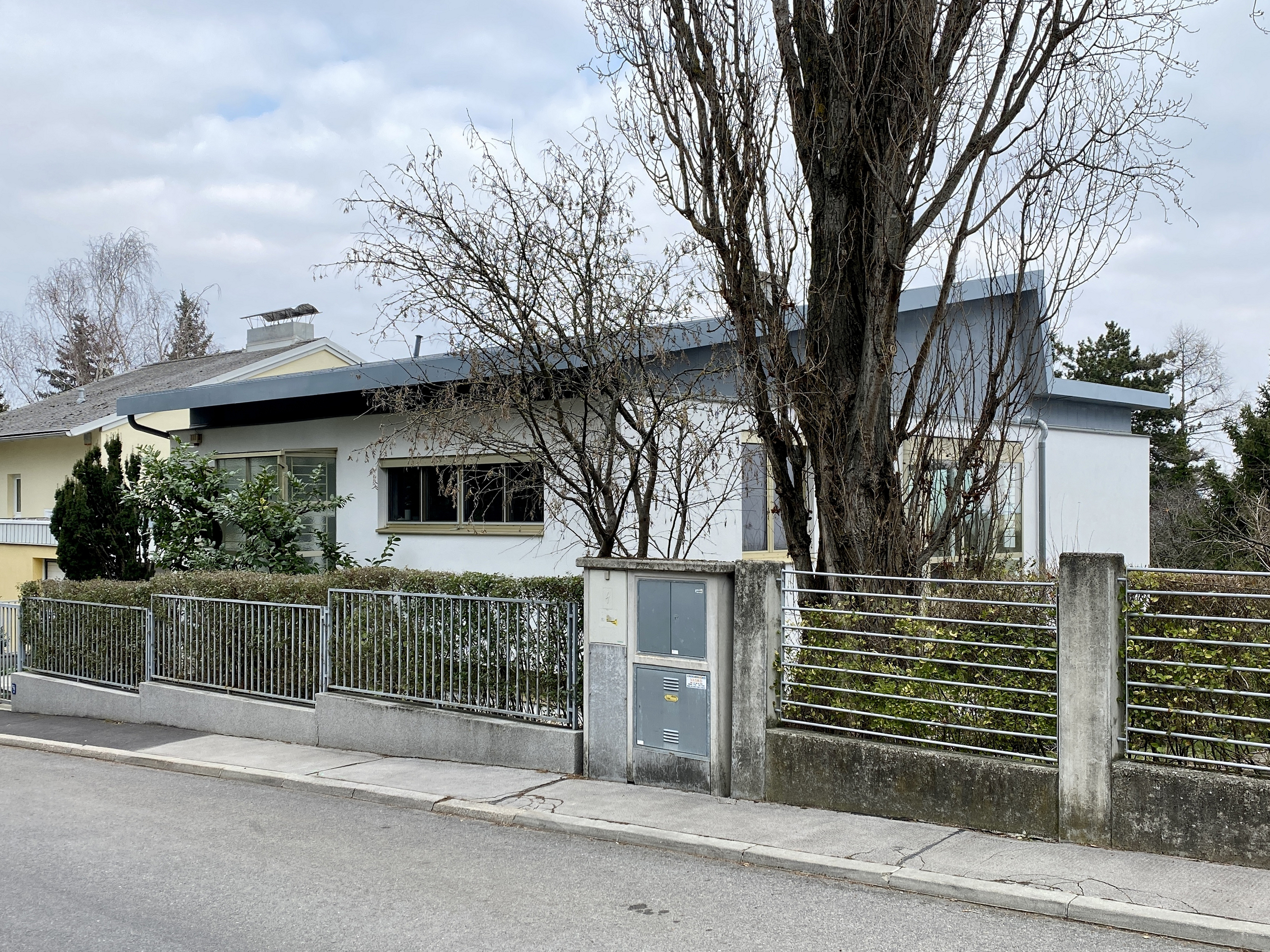
Haus Koller-Glück (2022)

Von 1971 bis 1974 ließ sie zusammen mit ihrem Ehemann nach dem Entwurf Ernst Plischkes in Wien-Mauer ein Haus errichten, das heute als Haus Koller-Glück bekannt ist und seit 2021 unter Denkmalschutz steht.

## Auszeichnungen
- 1974: Körnerpreis
- 1977: Förderungspreis der Niederösterreichischen Landesregierung für Journalistik
- 1991: Goldenes Ehrenzeichen für Verdienste um das Land Niederösterreich[1]

## Schriften
- Baudekor des Historismus in Wien. Edition Tusch, Wien 1983, ISBN 3-85063-140-0.
- Glasfenster. Unbekannter Jugendstil in Wien. Edition Tusch, Wien 1983, ISBN 3-85063-131-1.
- Otto Wagners Kirche am Steinhof. Edition Tusch, Wien 1986, ISBN 3-85063-157-5.
- Alt-Wiener Sagen und Legenden und ihre realen Hintergründe. Sutton, 2009, ISBN 978-3-86680-534-7.